# RAISE
RAISE, acrónimo inglés de Rigorous Approach to Industrial Software Engineering, en español «Enfoque Riguroso para Ingeniería de Software Industrial», fue desarrollado como parte del proyecto europeo ESPRIT II LaCoS de los años 1990, dirigido por Dines Bjørner. Consiste en un conjunto de herramientas en torno al lenguaje de especificación (RSL) para el desarrollo de software. Cuenta con el apoyo especial de UNU-IIST en Macau, que imparte cursos allí y en el resto del mundo, especialmente en países en vías de desarrollo.